# Madeleine Albright
Madeleine Jana Korbel Albright (rođena kao Marie Jana Körbelová; Prag, 15. svibnja 1937. – Washington, 23. ožujka 2022.) bila je američka političarka i diplomatkinja. Bila je 64. državna tajnica SAD-a od 1997. do 2001. godine, za vrijeme predsjedništva Billa Clintona. Bila je članica Demokratske stranke.
Albright je u Sjedinjene Države imigrirala sa svojom obitelji iz Čehoslovačke nakon Čehoslovačkog puča 1948., kada je imala jedanaest godina. Njen otac, diplomat Josef Korbel, obitelj je doveo u Denver, Colorado. Godine 1957. Albright je postala američka državljanka. Diplomirala je na Wellesley Collegeu 1959., a doktorat je stekla 1975. na Sveučilištu Columbia, pišući svoju tezu o Praškom proljeću. Radila je kao asistentica senatora Edmunda Muskieja od 1976. do 1978., nakon čega je radila kao članica osoblja Vijeća za nacionalnu sigurnost SAD-a pod Zbigniewom Brzezinskim. Služila je na tom položaju do 1981. kada je predsjednik Jimmy Carter napustio dužnost.
Nakon što je napustila Vijeće za nacionalnu sigurnost pridružila se akademskom osoblju Sveučilišta Georgetown, gdje je savjetovala članove Demokratske stranke o pitanjima vanjskih poslova. Nakon pobjede Billa Clintona na predsjedničkim izborima 1992., Albright mu je pomogla u formiranju Vijeća za nacionalnu sigurnost. Godine 1993. Clinton ju je imenovao veleposlanicom Sjedinjenih Država pri Ujedinjenim narodima. Godine 1997. nasljedila je Warrena Christophera, te postala državna tajnica SAD-a. Na ovoj poziciji je ostala sve do kraja mandata Billa Clintona 2001. godine. 
Bila je osnivačica i predsjedateljica konzultantske tvrtke Albright Stonebridge Group. Predsjednik Barack Obama joj je u svibnju 2012. dodijelio Predsjedničko odličje slobode. Umrla je 2022. godine u dobi od 84 godine.

## Rani život i početak karijere
Albright je rođena kao Marie Jana Körbelová 1937. u Smíchov okrugu Praga, tadašnjoj Čehoslovačkoj. Njezini roditelji, češki diplomat Josef Korbel i Anna (rođena Spieglová) židovskog su podrijetla, ali su 1941. prešli na katoličanstvo kako bi izbjegli progon. Albright je navela da je odgajana u katoličanstvu, te da su roditelji od nje krili njezino židovsko podrijetlo. Imala je mlađu sestru Katherine i mlađeg brata Johna (anglicizirana imena).
Njezin otac podupirao je čehoslovačke predsjednike Tomáša Masaryka i Edvarda Beneša. Imenovan je za atašea za suradnju s medijima u čehoslovačkom veleposlanstvu u Beogradu. Potpisivanjem Münchenskog sporazuma rujna 1938. i njemačkom okupacijom Čehoslovačke obitelj je bila prisiljena pobjeći iz države zbog povezanosti s Benešom. Svibnja 1939. pobjegli su u London, gdje je njezin otac radio za Benešovu vladu u egzilu. Nakon poraza nacista i sloma Trećeg Reicha i Češko-moravskog protektorata, obitelj se vratila u Prag. Korbel je ponovno imenovan atašeom za suradnju s medijima u čehoslovačkom veleposlanstvu u Jugoslaviji. Bio je zabrinut da će njegova kći biti izložena marksizmu u jugoslavenskoj školi, pa ju je privatno podučavala guvernanta prije nego što je poslana da završi Prealpina Institut pour Jeunes Filles u Chexbresu, na Ženevskom jezeru u Švicarskoj. Tu je naučila francuski jezik i promijenila ime iz Marie Jana u Madeleine. 
Komunistička partija Čehoslovačke preuzela je vladu Čehoslovačkim pučem 1948., uz potporu Sovjetskog Saveza. Kao protivnik komunizma, Korbel je bio prisiljen dati ostavku. Kasnije je dobio radno mjesto u delegaciji Ujedinjenih naroda u Kašmiru. Poslao je svoju obitelj u SAD, da ga čekaju kada stigne da dostavi svoje izvješće u sjedište UN-a. Kada se vratio aplicirao je za politički azil za svoju obitelj.

## Karijera
Sada gospođa Albright, doktorirala je u Bostonu na temu istočnoeuropskih političkih pitanja i postaje profesorica međunarodnih odnosa na diplomatskoj školi Sveučilišta u Georgetownu. Godine 1976. postaje savjetnicom svoga profesora sa Sveučilišta Columbia, Zbigniewa Brzezinskog, koji je tada obnašao dužnost šefa Savjeta za nacionalnu sigurnost Vlade Sjedinjenih Država. Kada je 1980. Jimmy Carter izgubio u predsjedničkoj utrci od Ronalda Reagana, Madeleine Albright ostaje bez posla. Dvije godine kasnije ostaje i bez muža koji joj je poručio kako je njihov brak mrtav. Ostavši sama u Washingtonu posvećuje se Demokratskoj stranci U vrijeme vladavine Georga Busha na godišnjoj guvernerskoj večeri 1992. upoznaje mladog i ambicioznog guvernera Billa Clintona, koji joj iste večeri bez oklijevanja nudi mjesto u svome izbornom stožeru. Poslije Clintonove pobjede 1993. godine postaje veleposlanica Sjedinjenih Američkih Država pri Ujedinjenim narodima. Iz tih dana pamti se njezino zauzimanje za vojnu intervenciju u Somaliji. 
Nakon druge Clintonove izborne pobjede postaje državna tajnica i kako piše časopis Time - ruši stoljetni muški bastion u State Departmentu. Za vrijeme Domovinskog rata podržava cjelovitost Hrvatske i zalaže se za ukidanje embarga na uvoz oružja, ali 1994. za vrijeme hrvatsko-bošnjačkog rata, odlazi u Hrvatsku i predsjedniku Tuđmanu prijeti sankcijama. 
Iako se špekulira o njenom znanju srpskog jezika, prilikom jednog posjeta tada još okupiranoj Hrvatskoj (Vukovaru) dobro joj je došlo znanje balkanskih psovki.
Madeleine je tek po izboru za državnu tajnicu, 1997. godine po pristiglim komentarima iz Čehoslovačke razglašenim u javnosti, saznala da je zapravo židovskog porijekla. To su joj roditelji "zatajili" kako bi je prekrštavanjem na katoličku vjeru, s 50 godišnjom rezervom, zaštitili od progona nacista.